# Pont dels Serrans

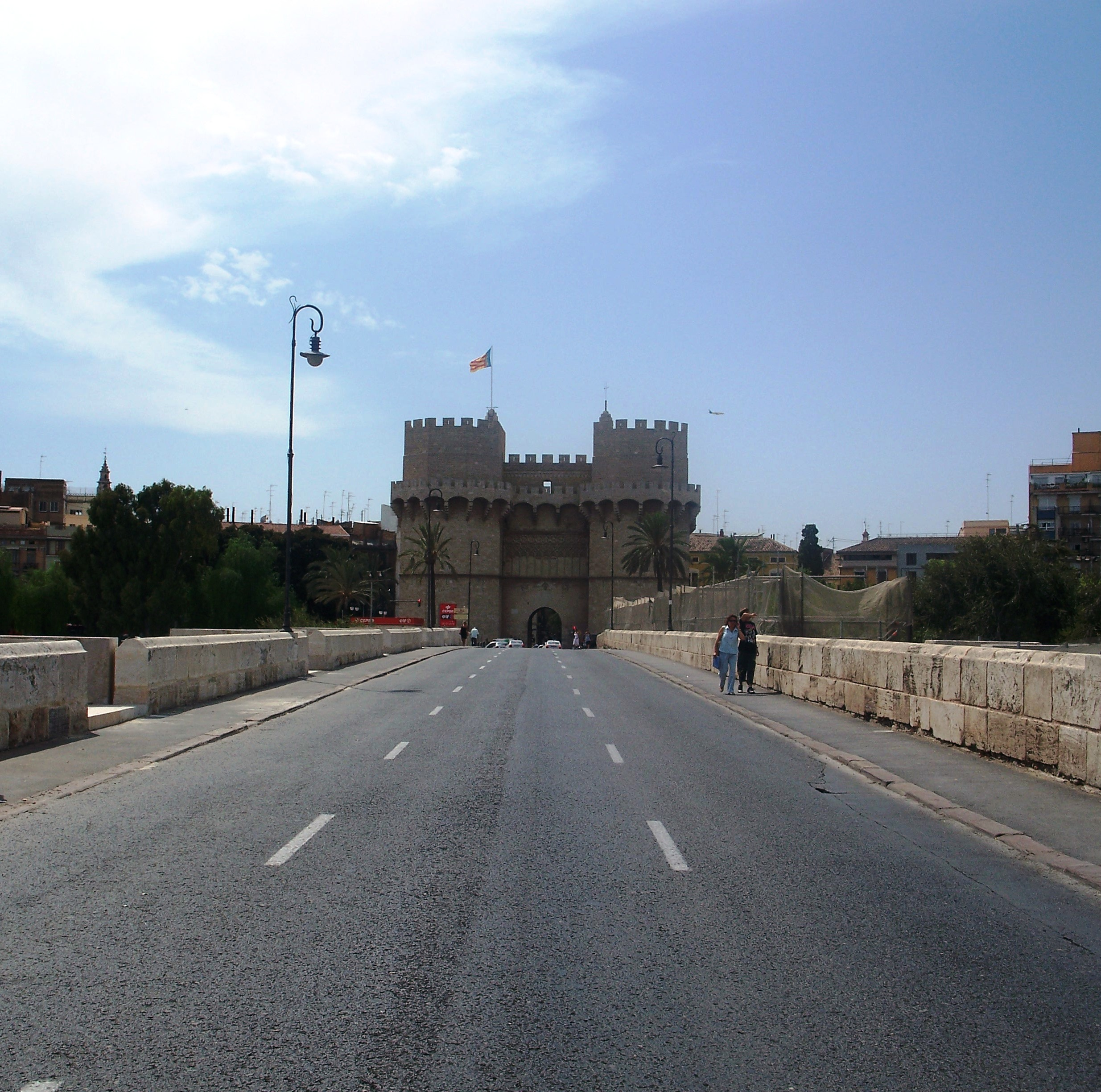
Vista de les torres dels Serrans des del pont de Serrans abans de ser habilitat per a vianants

El pont de Serrans o dels Serrans és un pont, actualment, per a vianants de la ciutat de València que creua l'antic llit del riu Túria, que travessava la ciutat d'oest a est fins a la seua desembocadura al mar Mediterrani junt al port de València. Aquest vell llit ha estat substituït per l'actual jardí del Túria després que la llera del riu hagués estat desviada pel sud de la ciutat gràcies a les obres del Pla Sud a conseqüència de la gran riuada de 1957.
Connecta al sud el barri del Carme de la Ciutat Vella amb el barri de Morvedre al nord, al districte de la Saïdia. Al sud, acaba a la plaça de la Crida (on cada any es dona inici a les festes de les Falles de València amb l'acte de la Crida) just davant de les torres dels Serrans. Aquesta plaça per a vianants divideix el carrer Blanqueries del carrer del Comte de Trénor, i si creuem el portal de Serrans arribem a la plaça dels Furs i al carrer de Serrans. Al vessant nord, connecta amb la plaça de Santa Mònica i l'inici del carrer de Sagunt, i a més divideix el carrer del Cronista Rivelles del carrer del Guadalaviar.

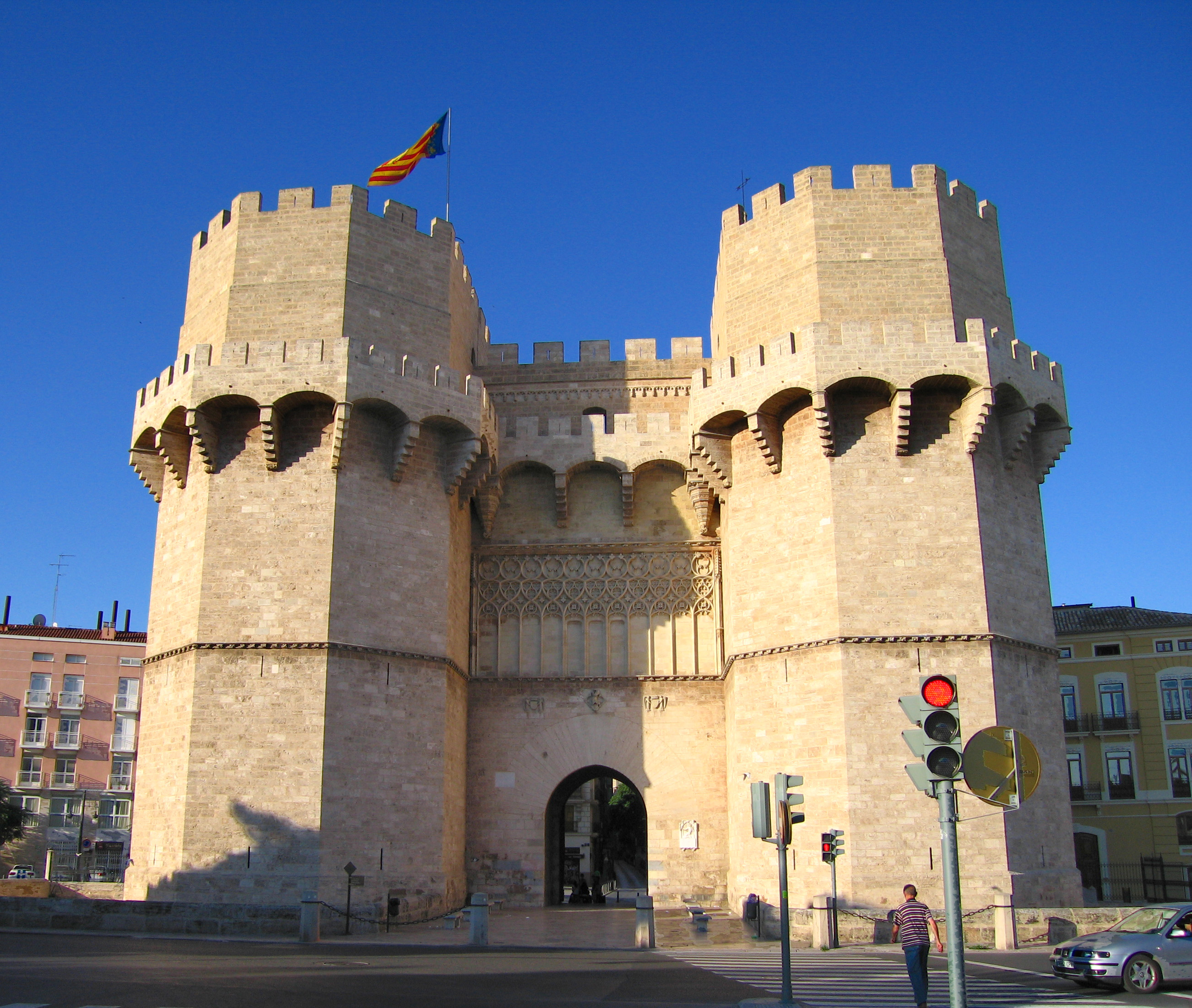
Torres dels Serrans vistes des de la plaça de la Crida

## Història
És el segon pont més antic de la ciutat, ja que es reconstruí el 1518 arran d'una forta crescuda del riu. L'obra estigué sota les ordres del pedrapiquer Joan Baptista Corbera. El més antic es troba uns metres a l'est, és el pont de la Trinitat, de principis del segle xv.
És un dels ponts més importants i històrics de la ciutat, ja que porta a l'entrada principal a la ciutat des del nord, les anomenades torres de Serrans de finals del segle xiv, quan la ciutat estava emmurallada.
Fins al pont s'arribava pel camí de Morvedre, considerat part del traçat de l'antiga via Augusta romana, que comunicava Roma amb Gades travessant moltes ciutats de la costa est de la península Ibèrica, com ara la ciutat de «Valentia».

## Actualitat
Durant el segle xx, especialment durant la segona meitat, el pont ha suportat un excés de trànsit rodat tant per vehicles particulars com pel transport públic (tramvies, autobusos…). Aquest fet va provocar nombroses peticions per part de la Universitat de València per convertir el pont apte sols per a vianants i protegir-lo així del deteriorament.
A principis del segle xxi, l'Ajuntament de València va decidir la construcció d'un nou pont a l'est del pont dels Serrans per alliberar el trànsit de vehicles i deixar-lo sols per a vianants. Aquest nou pont és el Nou pont de Fusta (que substitueix l'anterior passarel·la del pont de Fusta) i que va ser obert al trànsit el 19 de febrer de 2012. Actualment, el pont dels Serrans es troba en obres per a ser totalment habilitat per a vianants.

## Descripció
El pont té un aspecte monumental i és fet de la mateixa pedra blanquinosa que els altres ponts medievals de la ciutat. A la seua eixida sud, hi ha un replanell (la plaça de la Crida) i d'aquest ix una escala àmplia i llarga, que permet la baixada al vell llit del riu (actual jardí del Túria) i, en èpoques anteriors, a les barques que s'hi trobaven quan el riu era navegable. Ara, en canvi, els terrenys a sota del pont són aprofitats com a moderns camps de futbol amb gespa artificial.
El pont de Serrans, antigament, disposava d'un accés al riu des del punt mitjà del pont, en forma d'escales. Aquestes són actualment intransitables pel desgast del temps, tot i que es preveu recuperar-les com a part de les obres de restauració sobre els ponts històrics de València, encetades el 2008.